# اسکات تراویس
مارک اسکات تراویس (به انگلیسی: Mark Scott Travis)؛ (زاده ۶ سپتامبر ۱۹۶۱/ ۱۵ شهریور ۱۳۴۰) یک موسیقیدان راک آمریکایی است که برنده جایزه گرمی شده‌است. بیشتر او را به عنوان درامر برای گروه‌های هوی متال انگلستان، جوداس پریست (Judas Priest)، هوی متال آمریکا و ریسر ایکس (racer x) می‌شناسند. ￼￼
مارک تراویس در سال ۱۹۸۹ به جوداس پریست پیوست و با آهنگ معروف پین کیلر (painkiller) به معنی «مُسکِن» در آلبومی به همین نام خود را به دنیا معرفی کرد.
او با قدی برابر با ۱۹۳ سانتی‌متر بلندقدترین درامر دنیای متال بشمار می‌رود.
ساز مورد استفاده او درامز DW است.